# 笑笑笑
《笑笑笑》（英語：Laugh, Clown, Laugh），是香港一部1958年攝製的國語黑白時裝倫理電影，由李萍倩執導，鮑方、石慧、龔秋霞等人主演，被視為李萍倩與鮑方的代表作之一。本片曾在1959年於廣州公映，至1960年才於香港上映。2011年，獲香港電影資料館推選為「百部不可不看的香港電影」之一。
故事以1940年代的日佔時期天津為背景，講述生性樂天、具喜劇表演天賦的銀行小職員沈子鈞突遭辭退，瞞着妻女表演相聲謀生，情節中悲劇與喜劇交集。上映多年後，電影研究者才得知本片是改編自李萍倩在日佔時期上海所執導的電影《笑聲淚痕》（1945年），一些影評人認為本片暗示了他在該時期從事電影工作的心聲。

## 劇情簡介
故事發生於中國抗日戰爭時期，位處淪陷區（日佔區）的天津。片中沒有強調此時代背景，只透過一些景物表現，如開場時窗外遠處的日本旗幟、小巷牆上的「大東亞共榮圈」一類標語。
故事講述年約五十歲的沈子鈞（鮑方飾）是在一家銀行工作了二十多年的小職員，與妻子（龔秋霞飾）育有三名兒女，其中長女沈慧英（石慧飾）已屆升讀大學之齡，另外兩名兒女仍是幼童，一家五口依靠其不多的薪酬生活。沈子鈞生性樂觀，並具有喜劇表演天賦，閒時喜歡鑽研唱戲、相聲、魔術等。1943年除夕，他突遭銀行辭退，不敢告知妻女實情，謊稱遣散費是銀行的年終獎金。自此，他對家人強顏歡笑，假裝還在銀行工作，暗中以典當度日。後來沈子鈞偷偷與舊同事關仲平（石磊飾）組成「笑笑笑劇團」，以表演「文明改良相聲」維生，大受歡迎，但因知道妻女嫌棄戲子，只能一直隱瞞。直至女兒沈慧英與男朋友的家人出席宴會，剛巧「笑笑笑劇團」獲邀在宴會上演出，真相揭露，一家人終於能敞開心扉。:174

## 演員表
| 演員                      | 角色名稱:1            | 簡介                                                                                   |
| ------------------------- | --------------------- | -------------------------------------------------------------------------------------- |
| 鮑方                      | 沈子鈞                | 被辭退的銀行職員，瞞著家人從事相聲演出。                                               |
| 龔秋霞                    | 沈妻                  | 沈子鈞之妻，典型的家庭主婦。:3                                                         |
| 石慧                      | 沈慧英 （或作沈蕙英） | 沈家長女，聰慧而勤勞。:3                                                               |
| 石磊                      | 關仲平                | 沈子鈞的同事，過去兩人常在公司聯歡會搭檔表演。雙雙失業後兩人組成相聲組合以表演維生。:4 |
| 王愛明                    | 小妹妹                | 沈家幼女。                                                                             |
| 孫祖欣 （演員孫芷君之子） | 小弟弟                | 沈家幼子。                                                                             |
| 梁衡                      | 顧小潤                | 沈慧英的男朋友，家境富裕的好學青年。得知慧英父親是戲子後，仍然堅持與她結婚。:4         |
| 馮琳                      | 顧母                  | 顧小潤母親，欣賞沈慧英，但發現其父是戲子後，隨即反對慧英與兒子的婚事。:4               |
| 洪亮                      | 顧父                  | 顧小潤父親。                                                                           |
| 楊誠                      | 劉仰山                | 沈子鈞的舊同學，任職教師，替沈子鈞找到改考卷的零工。:22-23                             |
| 黃芳                      | 房東太太              | 沈家的房東。                                                                           |
| 李次玉                    | 經理                  | 銀行經理，沈子鈞的上司。                                                               |
| 黃歡                      | 日代表                | 銀行裡的日本人，經理對他態度恭敬。:10                                                  |

## 創作與製作

### 原作與改編背景
本片導演李萍倩成名於1930年代的上海電影圈，1940年代後期移居香港，他加入長城電影製片公司後為該公司開拓了新的喜劇電影路線。在過去，羅卡等電影研究者注意到本片的故事與1958年在台灣首次公映、由嚴俊自導自演的《笑聲淚痕》（永華公司發行），頗有相似之處，對兩者的淵源進行猜測。據電影研究者蒲鋒梳理，後來1958年版《笑聲淚痕》的編劇兼副導演李翰祥透露實情，破解了謎團。1958年版《笑聲淚痕》實為重拍自1945年在日佔時期上海拍攝的一部已失傳的同名電影，該部1945年版《笑聲淚痕》（華影公司出品）改編自譚惟翰的短篇小說《笑笑笑》並由他親自擔任編劇，而其導演正是本片《笑笑笑》的導演李萍倩，主演正是嚴俊。換言之，1958年版《笑聲淚痕》及《笑笑笑》（電影）均是源自1945年版《笑聲淚痕》，由當年電影的兩位重心人物分別對舊作進行重拍。蒲鋒指出，相較於1958年版《笑聲淚痕》加入不少枝節、修改角色姓名、把背景改為現代等變化，《笑笑笑》的故事十分接近1945年版《笑聲淚痕》，角色姓名亦沿襲，但背景城市由原來的上海變為天津，蒲鋒認為這可能反映了李萍倩有意迴避自己曾在日佔時期上海工作的歷史。原著小說與眾電影版的差異方面，小說中老父只有一名獨女，故事以女兒的角度敘事，講述她在大學同學的婚宴上，發現表演滑稽戲的藝人竟是自己的父親。
羅卡曾猜測本片主角突然被解僱的情節，可能是暗喻與李萍倩合作緊密的編劇朱克被電影公司解僱一事。

### 拍攝
本片是長城電影製片公司1958年製作計劃中的首部作品。據主角鮑方當時所述，本片在該年1月19日至3月15日期間拍攝，在長城作品中屬於較快完成的一部；劇組在其角色沈子鈞的化妝上花了不少時間研究，最終按照導演李萍倩意見，在眉與嘴勾上弧形線條，並貼上稀薄的圓形鬍子，以展現其樂觀爽朗，忠厚而帶點滑稽的個性；鮑方認為沈子鈞一角「思想感情跳躍幅度大」，甚難掌握。
片中有不少鮑方與石磊進行表演的場面，當中包含了京戲、黃梅戲、紹興戲、廣東戲、数来宝、時代曲演唱，鮑方更有反串演出。鮑方稱自己對這些表演藝術只是略懂皮毛，而李萍倩則是「行家」，當時李萍倩親自挑選唱段，編寫相聲內容，與鮑方研究與練習了十天。

## 公映與迴響
作為左派（親共）電影公司的作品，本片曾被引入到中國內地公映。其中廣州的公映紀錄比香港還早，1959年2月28日本片在廣州的西濠、美華、樂斯等十一家電影院放映，入場人次被描述為連場滿座。
香港方面，雖然1958年8月已出版了電影小說，但直至1960年3月25日才於國泰戲院、快樂戲院上映。據研究者羅卡多年後的文章，延遲原因不明。
據中國內地歷史學者张济顺整理史料，1960年本片亦曾在上海江南造船厂放映，門票在半天內售罄，公眾要求加場。张济顺以本片作為1950年代末至1960年代初香港電影在上海反應的代表性例子，他又舉出1958年中國內地本土的大躍進題材電影《常青樹》、《鋼城虎將》在上海入場人次慘淡，相較之下香港電影成績遠勝本地作品。中國內地電影學者龚艳指出本片屬於悲喜剧，劇種上有別於同時期的內地電影；她推測當時安排本片放映，是經過精心挑選，與其背景時空較為模糊（一個屬於舊時代的時空），突顯底層人民的辛酸及批判性有關。
據長城等香港各左派電影公司於1982年合併而成的銀都機構所發表的統計，本片在中國內地共放映10361場，觀眾共637.8萬人次。:38
1984年11月李萍倩逝世，翌年舉行的第9屆香港國際電影節選映了他的數部作品，以作紀念，本片是其中之一。2011年，本片獲香港電影資料館推選為「百部不可不看的香港電影」之一。:39

## 評論
電影學者劉成漢將本片評為李萍倩最出色的作品之一，整體表現「精采脫俗」，題材與成就可媲美秦劍的名作《父母心》（1955年）。其中沈子鈞因被辭退而百感交集的一幕，以及結尾父女互相諒解的一幕，均非常動人:174。羅卡指出本片是公認的李萍倩晚年傑作。
蒲鋒指出，本片在結尾借沈子鈞之口，強調娛人事業能為生活困苦的民眾帶來歡樂與放鬆，不是惡俗之事，有其重要價值，這與原著小說、1945年版《笑聲淚痕》的觀點大為不同，甚至放在長城這種左派電影公司也是非常特別的的觀點。他又認為，本片沒有任何政治宣傳味道，而比較1945年版《笑聲淚痕》所留下的故事大綱，可知本片是對1945年版《笑聲淚痕》忠實的重拍；蒲鋒從該故事大綱對於沈子鈞心聲的描述，推測李萍倩在日軍敗局已露的1945年拍攝《笑聲淚痕》時，暗示自己只是想拍攝一些溫情與娛人的作品，沒有做過違背良心的事，希望後人將來或會明白。影評人李焯桃亦注意到李萍倩在日佔區拍電影的過去，對《笑笑笑》有類似見解，稱之為李萍倩的「夫子自道」，他將李萍倩與經歷相似的導演朱石麟比較，認為李萍倩在本片顯出「豁達圓通」的態度，與朱石麟晚期作品所表現的沉重大相逕庭。
影評人林超榮及鄭政恆均指出了本片悲劇與喜劇交集的特性，並認為鮑方小丑化的演出借鑑了英國喜劇演員差利·卓別靈「悲劇喜做」的流浪漢角色，其中鄭政恆引用黃麥銓、查良景、胡小峰合著的《李萍倩的電影生涯》一文，指出導演李萍倩正是崇拜差利·卓別靈，作為該推斷的依據。鄭政恆稱讚鮑方的演出「妙不可言」，頗具差利·卓別靈的神釆；喜劇與悲劇的結合未有演變成鬧劇，「而是悲喜交集，笑中有淚，帶出職業無分貴賤，挺起胸膛做人的現實道理」。林超榮指出鮑方擔當了片中所有喜劇演出（如描述家庭困境，壓抑的氛圍中，其角色總是做出苦中作樂的行為），全片近乎是他的獨角戲，鮑方與其他演員的演出（只需演繹悲劇或正劇）極不協調，但他能「遊刃有餘地在喜劇與正劇之間穿梭」；而片中的場面設計也是「倚傍悲喜交雜的處境，將兩種不協調情緒碰在一起」，做到了上乘喜劇的要素；本片這些處理手法與角色塑造，在強調主題先行、注重反映現實的左派電影公司，也是甚為罕見。中國內地電影學者張燕形容李萍倩的電影生涯是「從『笑』和『淚』的辯証思想出發」，摸索出「輕鬆喜劇」與「悲劇喜做」兩種創作策略，而本片是「最顯性的悲劇喜做的代表作」。羅卡則形容本片積聚了李萍倩「对过去的缅怀，对艺术、人生的看法」；早年又曾稱讚本片劇本「層次井然，細節鋪排豐富」，導演「技巧圓熟而感情飽滿」，「悲喜交集得恰如其份」。本片亦被視為主角鮑方的作表作之一。
中國內地電影學者龚艳則認為本片既強調樂觀主義精神、家庭溫暖，亦展現舊時代底層人民的辛酸，題材與內容是「不着痕迹地呼應了左派電影的批判性」。羅卡則的解讀則是本片重點不在對舊社會的批判，而是中國人在逆境中的堅忍、樂天知命，以及家庭親和力，亦可從中看到「長城陣營國語片傳統」與「四十年代大陸左翼影片傳統」的異同之處。
林超榮又注意到片中多場戲曲、相聲表演，都是像舞台演出紀錄片的形式拍攝，十分抽離，可作單獨觀賞之用，從中也表現了鮑方不論在電影演出或舞台演出，都具備深厚功力。劉成漢亦稱本片將戲曲的唱做，結合在電影敘事結構與演技風格上，「配合得非常自然妙趣」，是國語片的「一個重要實驗」:174。
影評人黃志稱讚本片「神韻生動，細節豐富，不落俗套」；說（社會、生活）問題不流於枯燥的說教形式，例如利用主角的古裝表演內容借古諷今，反映經濟困境。他又認為鮑方的演技「略為舞台化」，但其角色的特殊行為和性格會讓觀眾較易接受這點，本片是以這類角色塑造方式彌補演員演技不足的出色例子。

## 外部連結
- 香港影庫上《笑笑笑》的資料（繁體中文）
- 互联网电影数据库（IMDb）上《笑笑笑》的资料（英文）
- 豆瓣电影上《笑笑笑》的資料 （简体中文）